# Alphonse Arcelin
Alphonse Arcelin (1936, Miragoane, Haití - 17 d'agost de 2009, Cuba) fou un metge haitià i activista anti-racista conegut principalment per denunciar el cas del “negre de Banyoles”.

## Biografia
Arcelin va fer estudis de medicina a Espanya i exercí a Cambrils. Al municipi de Cambrils fou regidor de l'Ajuntament, pel PSC, des de 1999 a 2003 i titular de l'àrea de Sanitat i Llicències l'any 2003.
Arcelin també va ser secretari d'organització i primer secretari de l'Agrupació Local Socialista de Cambrils i membre del Consell Comarcal del Baix Camp.
El 1962 Arcelin s'havia casat amb una dona espanyola nascuda a Andalusia pero que vivia a Catalunya des dels nou anys. A principis del 1964, ja com a metge, Arcelin va anar a treballar a Líbia fins a l'any 1971, però cada dos anys tornava a Espanya a passar l'estiu. Un cop acabat el seu contracte a Líbia, entre el 1971 y el 1979 van viure a Zàmbia i finalment el 1979 van decidir d'establir-se permanentment a Espanya.

## Activisme
Després de la designació de Barcelona com a seu olímpica i de Banyoles com a subseu de les competicions de rem, els mitjans de comunicació van interessar-se per aquesta localitat gironina. El 1991 a dos periodistes del diari El País desplaçats a Banyoles per informar sobre els preparatius de les proves, els va cridar l'atenció l'existència d'una persona negra en un museu local i van publicar-ho en un article el mes de maig d'aquell any. Arcelin va llegir l'article i, indignat per aquest fet que li semblà escandalós i inhumà, adreçà una carta a l'alcalde de Banyoles mostrant la seva indignació per l'exhibició d'un home dissecat.
El fet que llancés la seva denúncia poc abans dels Jocs Olímpics va fer que tingués molt de ressò mediàtic, arribant fins i tot a amenaces de boicot per part dels països africans participants als Jocs. Arcelin va ser molt criticat i atacat per part d'alguns mitjans de comunicació i de certs sectors de la política catalana que es negaven a acceptar que l'exhibició d'una persona en un museu fos un acte de deshumanització i racisme.
Després d'aconseguir una retirada temporal del guerrer dissecat durant el període dels Jocs per evitar més polèmica a nivell internacional, les autoritats espanyoles van aparcar el tema. Arcelin va interposar una segona demanda, exigint la seva retirada definitiva i la seva devolució a Botswana per tal de donar-li un (segon) enterrament digne.
Durant la segona meitat dels anys 1990s la campanya per la retirada del guerrer dissecat va continuar, amb una gran resistència a nivell local que veia el "negre de Banyoles" com un reclam turístic i un signe d'identitat de Banyoles. Per exemple, el 19 de març de 1996, el partit dels Panteras Negras van encapçalar una marxa a Banyoles recolzats pels futbolistes Nicolás Anelka i Wilfred Agbonabare. La protesta va acabar davant del museu Darder, on Arcelin va dirigir-se a la multitud i als mitjants de comunicació nacionals i internacionals que s'hi havien congregat.
A finals del 1998 Arcelin va decidir no continuar la batalla judicial apel·lant al Tribunal Suprem després que la seva demanda fos desestimada dues vegades, primer pel jutjat i després per l'Audiència de Girona adduint que s'hauria d'haver presentat a la sala conteciós-administratiu i no a la sala penal tal com es va fer. Segons va declarar als mitjans, estava "esgotat" pel procès i els atacs que havia rebut, i va decidir no continuar apel·lant ja que el consistori de Banyoles s'havia compromès a decidir sobre el futur del guerrer una vegada el procés judicial hagués conclòs. No obstant, Arcelin fou obligat a pagar els costos dels judicis que ascendien a més de 9.000 euros, per la qual cosa li van embargar el sou i les propietats malgrat que segons ell el Ministeri d'Assumptes Exteriors d'Espanya li havia promès fer-se càrrec de les despeses si no apel·lava la segona sentència ja que el cas estava fent mal a la imatge internacional d'Espanya.
Finalment gràcies a la mediació de l'Organització de la Unitat Africana es van repatriar els ossos del cadàver a Botswana. Prèviament a l'enviament, i sense consultar amb cap expert africà o cap autoritat de Botswana, els responsables del Museo Nacional de Antropología de Madrid van desmantelar la mòmia, separant la pell dels ossos i el farciment que s'hi havia col·locat durant el procés de taxidèrmi, i van preparar una capsa que contenía únicament alguns ossos i el crani, cosa que va provocar malestar a Botswana una vegada van rebre el paquet. El 15 d'octubre del 2000 les restes del conegut com a "negre de Banyoles" fou enterrat al parc Tsholofelo de Gaborone, capital de Botswana en una cerimònia on van assistir més de 10.000 persones.
El 2010, a títol pòstum, Arcelin va ser guardonat amb el Premi Emilio Castelar a la defensa de les llibertats i el progrés dels pobles, que reconeixen anualment la feina, compromís i exemple de diferents persones, institucions, empreses i organitzacions en aquest sentit. El premi va ser recollit per la seva filla.
El 2015 el Moviment Panafricanista va organitzar una campanya de recollida de firmes per demanar a l'ajuntament de Barcelona de rebatejar la plaça Antonio López de Barcelona com a plaça Alphonse Arcelin.